# Приуральное
Приура́льное (каз. Приуральное) — село в Бурлинском районе Западно-Казахстанской области Казахстана. Административный центр и единственный населённый пункт Приурального сельского округа. Находится примерно в 35 км к северу от центра города Аксай. Код КАТО — 273657100.
Село расположено на левом берегу реки Урал.

## Население
В 1999 году население села составляло 1332 человека (639 мужчин и 693 женщины). По данным переписи 2009 года в селе проживало 1357 человек (689 мужчин и 668 женщин).